# 양간정
양간정(楊干貞, ? ~ 937년)은 대의녕의 제1대 황제(재위: 929년 ~ 930년)이다. 양화풍의 아들이다.

## 생애
양간정은 원래 대장화의 동천절도사(東川節度使)였다.
928년, 양간정이 청평관(淸平官) 조선정과 함께 정륭단을 죽였고, 조선정은 대천흥의 황제로 즉위하였다.
929년, 양간정이 조선정을 폐위하고 대천흥을 멸망시킨 뒤 황제로 즉위하여 국호를 대의녕이라고 하였다. 연호를 흥성(興聖)으로 하였다.
930년, 양간정의 동생 양조가 양간정을 폐위하고 즉위했다.
937년, 해통절도사(海通節度使) 단사평이 전동(滇東)의 37부(部)의 병사를 이끌고 대의녕에 반기를 들어 양조를 공격했다. 양조는 패배한 뒤 자살하였고, 양간정은 성을 버리고 달아나다가 단사평에게 사로잡혀 살해됨으로써 대의녕이 망하고 대리국이 세워졌다. 시호는 숙공황제(肅恭皇帝)이다.
| 전임 (초대) | 제1대 대의녕 황제 929년 ~ 930년 | 후임 양조 |